# Iron Maiden: Legacy of the Beast
Iron Maiden: Legacy of the Beast est un jeu vidéo de type action-RPG free to play sorti en 2016 sur Android et iOS. Le jeu met en scène Eddie, la mascotte du groupe britannique de heavy metal Iron Maiden, lequel doit affronter divers personnages tirés de la discographie du groupe. La bande son reprend les morceaux du groupe ainsi que des enregistrements live inédits spécialement adaptés pour le jeu,,.

## Synopsis
Eddie est capturé par un démon, qui se révélera être La Bête, autre figure emblématique du groupe. Cette dernière, voyant en Eddie une menace potentielle, brise son âme en d'innombrables fragments d'Ironite (l'une des trois monnaies du jeu), alors dispersés à travers les mondes et les âges. Ayant soif de vengeance, Eddie, Eternel, se relève et s'apprête à affronter chaque créature se mettant en travers de son chemin, afin de retrouver les fragments de son âme et de parvenir à éliminer La Bête. Aidé de la Clairvoyante, également inspirée des musiques du groupe, Eddie parcourra quatre différents univers tirés du groupe, à savoir le Royaume Malade (tiré de la musique The Wicker Man), le Royaume des Sables (tiré de l'album Powerslave), le Champ de Bataille (tiré de l'album A Matter of Life and Death), ainsi que les Enfers, royaume de la Bête.
Au fil de l'aventure, Eddie retrouvera différents fragments de son âme, lui permettant de prendre différentes formes, allant de Holy Smoke à Fear of the Dark, en passant par d'autres apparences inspirées d'autres musiques, telles que Rainmaker ; mais également des fragments temporels, qui permettront au héros de voyager à travers le temps. L'histoire est ponctuée de scènes de dialogues entre la Clairvoyante et d'autres personnages-clés tels que le Prisonnier, lui encore tiré d'une des musiques du groupe. Eddie ne parle pas, il ne s'exprime que par des exclamations ou des interrogations. Ces courtes scènes permettent d'en apprendre davantage sur le monde, l'univers du jeu, mais également sur l'histoire des personnages et les motivations de la Bête. En effet, celle-ci, à l'aide de l'âme d'Eddie, confère des pouvoirs et endoctrine de dangereuses créatures afin d'être perçue comme un dieu, auquel ses sous-fifres voueront une foi profonde.

## Système de jeu
Iron Maiden: Legacy of the Beast se présente comme un RPG au tour par tour : l'équipe d'Eddie attaque, chaque personnage à tour de rôle, puis l'équipe adverse attaque à son tour. Chaque personnage dispose de deux à sept attaques, aux effets variés (guérison, effets négatifs...). Parmi les différentes attaques se distinguent les attaques de base, utilisables à chaque tour gratuitement, et les attaques spéciales, consommant de l'énergie. Celle-ci se gagne à chaque tour, et, en montant de rang, le joueur peut en gagner plus et en stocker davantage. Les dégâts peuvent être physiques, magiques, ou bruts, et ont une grande importance selon les statistiques adverses comme du lanceur. De plus, chaque personnage appartient à l'une des cinq classes : Sentinelle, Guerrier, Mage, Assassin ou Artilleur. Les trois premières sont plus ou moins efficaces entre elles, à l'instar des types dans le jeu vidéo Pokémon. Les Assassins et les Artilleurs sont à la fois sensibles et très efficaces l'un contre l'autre. Cela permet d'élaborer différentes stratégies selon l'équipe adverse. Elle doit être établie avec soin, car lorsqu'Eddie meurt, la bataille est échouée, c'est pour cela qu'il est possible de faire combattre trois Eddie par partie, et de les échanger à chaque tour, afin de renverser le cours d'un combat.
Chaque personnage peut être équipé de six talismans, de différentes couleurs, correspondant aux classes prédestinées à les recevoir, mais le joueur est presque totalement libre de ses choix. En effet, chaque personnage est contraint de sélectionner trois talismans de couleurs imposées (une Sentinelle, verte, peut avoir à s'équiper de deux talismans verts et d'un talisman bleu, par exemple). Cela peut indiquer une manière de jouer à privilégier pour un personnage. Les talismans apportent également des bonus supplémentaires indiqués, en attribuant aux personnages des sets de deux, trois, ou quatre talismans identiques.
Les personnages se débloquent presque exclusivement par des âmes, à ouvrir dans le Livre des âmes. Chaque âme donne un personnage aléatoire, allant de une à cinq étoiles, indiquant sa rareté et sa puissance. Les âmes communes s'obtiennent par des récompenses dans différentes quêtes et donnent un personnage de une à trois étoiles. Une âme rar, peut donner un personnage de trois à cinq étoiles. Celles-ci peuvent être obtenues dans la boutique contre de l'Ironite, elle-même obtenue en accomplissant des défis, ou en récompense de quêtes. Certaines âmes de la boutique permettent d'obtenir un personnage rare (de trois à cinq étoiles) d'une classe précise. Les âmes légendaires permettent d'obtenir un personnage de n'importe quelle classe, de quatre à cinq étoiles.
Chaque personnage peut être amélioré, non seulement par des talismans, mais également pas un système d'expérience et de niveaux, un système également présent pour les talismans. En plus de gagner de l'XP à la fin d'une quête, le joueur obtient souvent des fragments d'amélioration d'une certaine couleur, en guise de récompense. Ceux-ci permettent de donner une grande quantité d'XP à un personnage. Les effets sont amplifiés lorsqu'ils sont donnés à un personnage de couleur correspondante. Au niveau maximum, déterminé par le nombre d'étoiles, il est possible de faire évoluer le personnage. Cette opération nécessite des fragments d'évolution et rétrograde le personnage au niveau 1. Toutefois, cela lui fait gagner une étoile, ce qui le renforce et lui permet d'atteindre un niveau plus élevé encore. Il est également possible d'améliorer les compétences d'un personnage par le biais de fragments de compétence. Ceux-ci améliorent, au hasard, l'une des attaques. Si le joueur n'a plus besoin d'un personnage, il peut le sacrifier, afin d'en tirer d'autres récompenses, telles que des sabliers (l'équivalent des vies, permettant de combattre), des fragments d'améliorations, de l'Ironite ou d'autres âmes. Il peut également le vendre pour obtenir de l'or.
Un système d'amis est également présent. Chaque joueur peut sélectionner son champion dans son équipe, lequel pourra être utilisé une fois par jour par ses Troupiers. Utiliser les champions permet de gagner et de faire gagner des badges Troopers, permettant d'acheter des âmes dans la boutique. Trois types de défis sont présents. Les défis quotidiens rapportent de faibles récompenses. Les missions, plus difficiles, demandent de les remplir volontairement (par exemple, infliger un certain nombre de blocages de guérison à un personnage précis). Elles rapportent quelques Ironites et fragments d'âmes, qui, en quantités suffisantes, permettent de générer une âme. Enfin, les défis de progression démontrent l'avancée du joueur dans le jeu. Elles comptent parmi elles l'avancement dans l'histoire, la quantité d'or gagnée, ou encore le nombre de personnages sacrifiés. Ces défis rapportent d'importantes récompenses.
Lorsque les personnages d'une équipe atteignent un assez haut niveau, le joueur peut participer aux combats d'arène. Dans ceux-ci, il sélectionne une équipe composée d'un Eddie et de trois alliés, permettant d'établir différentes stratégies. Il affronte alors les équipes d'autres joueurs, sélectionnés au hasard, au classement approximativement équivalent, non en temps réel. Victoire ou défaite, le joueur remporte des pièces d'Iron, qui permettent, dans une boutique dédiée, d'obtenir de nouvelles âmes.